# Stréimännchen
Das Stréimännchen (dt.: Strohmann) ist eine männliche Symbolfigur, mit der das Ende der Karnevalszeit und der Beginn der Fastenzeit jedes Jahr durch das Verbrennen in der Stadt Remich in Luxemburg eingeläutet wird. Dies Strohpuppe stellt den Winter dar, welcher mit dem Verbrennen ausgetrieben werden soll.
In einem Schaltjahr wird die Strohpuppe weiblich gekleidet und als Stréifrächen (dt.: Strohfrauchen) bezeichnet.

## Geschichte
Das Verbrennung einer Figur im Zusammenhang mit dem Karneval ist nicht ungewöhnlich und z. B. in der Region um das Rheinland seit dem Beginn des 19. Jahrhunderts historisch fassbar. Der Kölner Ernst Weyden schreibt in seinen Erinnerungen über die 1820er-Jahre, in denen in Köln das Fastnachtsgeschehen neu geordnet wurde, dass am Aschermittwoch „die Fastnacht begraben“ wurde: „Mit förmlichem Leichengeleite trug man eine Puppe auf einer Bahre durch die Stadt und verbrannte dieselbe auf einem Platze.“ Weyden bezieht das Geschehen auf einen „alten Festgebrauch, der sich noch im südlichen Deutschland und selbst in Griechenland erhalten hat“, und will eine „pomphafte Begräbnisfeier der Fastnacht“ als Fastnachtsspiel auch 1812 bei den damals in Köln stationierten napoleonischen Truppen gesehen haben.
Der Anthropologe James Frazer sah in Bräuchen wie dem mimischen Tod des Karnevals eine Verwandtschaft zu ähnlichen Bräuchen in anderen Kulturen, bei denen der Scheintod eines göttlichen oder übernatürlichen Wesens eine Rolle spielt – als Voraussetzung für eine Auferstehung in einer besseren Gestalt. Anderswo ist es z. B. der Tod selbst, der mit entsprechender Dramatik hingerichtet wird. Über die Verbrennung einer Karnevalsfigur aus Stroh oder Pappe am Veilchendienstag oder auch am Aschermittwoch berichtet Frazer aus Latium, den Abruzzen, aus Katalonien, der Provence und der Normandie, anderswo wird die Puppe begraben (im Lechrain), ertränkt (Jülich) oder aufgehängt (Raum Tübingen). In einigen Ardennendörfern soll es auch Scheingerichte und Scheinhinrichtungen gegeben haben; der „Karnevalsdienstag“, der Karneval im französischen Sprachgebiet als Mardi Gras, wurde durch einen jungen Mann verkörpert, auf den mit Platzpatronen geschossen wurde. Nach einem tödlichen Unfall in Vrigne-aux-Bois habe dieser Brauch jedoch aufgehört. Das „Hinaustragen des Todes“ mit ähnlichen Merkmalen beschrieb Frazer für Mittelfranken, Bayern, Thüringen und Schlesien, und zwar als Mittfastenbrauch am Vierten Fastensonntag.
Erste offizielle schriftliche Belege des Brauchs in Remich sollen aus dem Jahr 1884 stammen. Die Strohpuppe soll auch für die Sünden der Jecken während des Karnevals büßen.

## Ablauf
Am Aschermittwoch jeden Jahres nach Einbruch der Dunkelheit versammeln sich Hunderte von Menschen in Remich, um bei dieser feierlichen Verbrennung der Strohpuppe dabei zu sein. Die Strohpuppe wird durch die Straßen getragen und auf der Moselbrücke Remich in Brand gesteckt und sodann brennend in die Mosel geworfen.
Das damit verbundene Volksfest wird von der Harmonie municipale Concordia Remich organisiert und die Equipe vum Stréimännchen kümmert sich seit Jahrzehnten um die Gestaltung der Strohpuppe. Das ist die einzige Tätigkeit dieser Vereinigung während des Jahres. Der Bau der Strohpuppe dauert zwei Tage, die Strohpuppe soll auch einen Fuesbok darstellen, der nach einem durchzechten Fastnachtswochenende verkatert und ohne Geld da steht. Jedes Jahr hat die Strohpuppe daher auch eine leere Geldbörse und eine leere Flasche bei sich. Diese Objekte symbolisieren das Geld, welches in der Karnevalszeit ausgegeben wurde und sollen auch an den Beginn der Fastenzeit erinnern, der am Aschermittwoch beginnt. Früher wurde die Puppe auch mit politischen Motiven geschmückt.
Die Strohpuppe brennt etwa 20 Minuten, bevor sie in die Mosel gestoßen wird.  Der Ursprung des Brauchs ist nicht genau bekannt.

## Ähnliche Bräuche
Es gibt eine ganze Reihe ähnlicher Zeremonien, die sich teilweise auf deutlich ältere Traditionen zurückführen lassen (Beispiele):
- Ääzebär oder Eatsebea (Weisweiler, Köln)
- Bacchus (Essen, Dortmund, Recklinghausen)
- Chluuri Verbrennung (Sissach, Schweiz)
- Fastnachtsbär (Raum Tübingen)
- Faschingsverbrennen in Österreich
- Fritz (Wüllen (Klein-Köln), Münsterland)
- Hieronymus Füdlibürger Baden AG
- Hoppeditz (Düsseldorf und Umgebung)
- Heylock (Sarrebourg, Lothringen, Moselle, Frankreich)
- Lazarus Strohmanus (Jülich)
- Nubbelverbrennung (Köln, Bonn, Leverkusen)
- Paias (Kirmesbrauch, Rheinland)
- Prügel-Ed (ganzjährig, Korschenbroich)
- Pagliccio (Venedig, Italien)
- Rurmanes (Merken, Stadt Düren)
- Strohmònn (Sarreguemines, Lothringen, Moselle, Frankreich)
- Wuppdus (Föhren und im Raum Trier)
- Zachaies, Zacheies, Zachäus (Rhein-Erft-Kreis, Bonn, Köln)
- El entierro de Pachencho (Santiago de Las Vegas, Kuba)
- Fastnachtsverbrennung – de Böög (Bad Säckingen, Kreis Breisgau-Hochschwarzwald)
- Fastnachtsverbrennung – de Bantle (Wehr/Baden, Kreis Breisgau-Hochschwarzwald)
- De Böög (Sechsileuten, Zürich-Stadt, Schweiz)
- Truuj verbörre (Venlo/Blerick, Niederlande)

Weitere Bräuche in diesem Zusammenhang sind z. B.:
- Biikebrennen
- Burgbrennen
- Freudenfeuer
- Funkenfeuer
- Hüttenbrennen (ähnlicher Brauch in der Eifel)
- Johannisfeuer
- Judasverbrennen
- Osterfeuer (ähnlicher Brauch in Deutschland und Österreich in der Osterzeit)
- Sechseläuten (ähnlicher Schweizer Brauch in Zürich)